# Diane Holland
Diane Holland (Melbourne, 28 februari 1930 - Surrey, 24 januari 2009) was een Brits actrice van Australische afkomst. Zij was bekend om haar rol als de snob Yvonne Stuart-Hargreaves in de komische televisieserie Hi-de-Hi!. Een van de twee schrijvers van deze serie was haar zwager Jimmy Perry, die haar een rol gaf in de serie.

## Filmografie
- Cinderella (1950)
- Big Bad Mouse (1972)
- The Likes of Sykes (1980)
- Lace II (1985)
- Dillinger and Capone (1995)

## Televisieseries
- Crossroads (1966-1969)
- Sykes (1972 en 1973)
- Clochemerle (1972)
- Some Mothers Do 'Ave 'Em (1973)
- Poldark (1975)
- Fathers and Families (1977)
- Hi-de-Hi! (1980-1988)
- Born and Bred (1980)
- Tales of the Unexpected (1980)
- Stig of the Dump (1981)
- Screen Two (1987)
- Bergerac (1990)
- Are You Being Served? Again! (1992 en 1993)
- Great Performances (2001)
- Casualty (2001)